# 慧遠

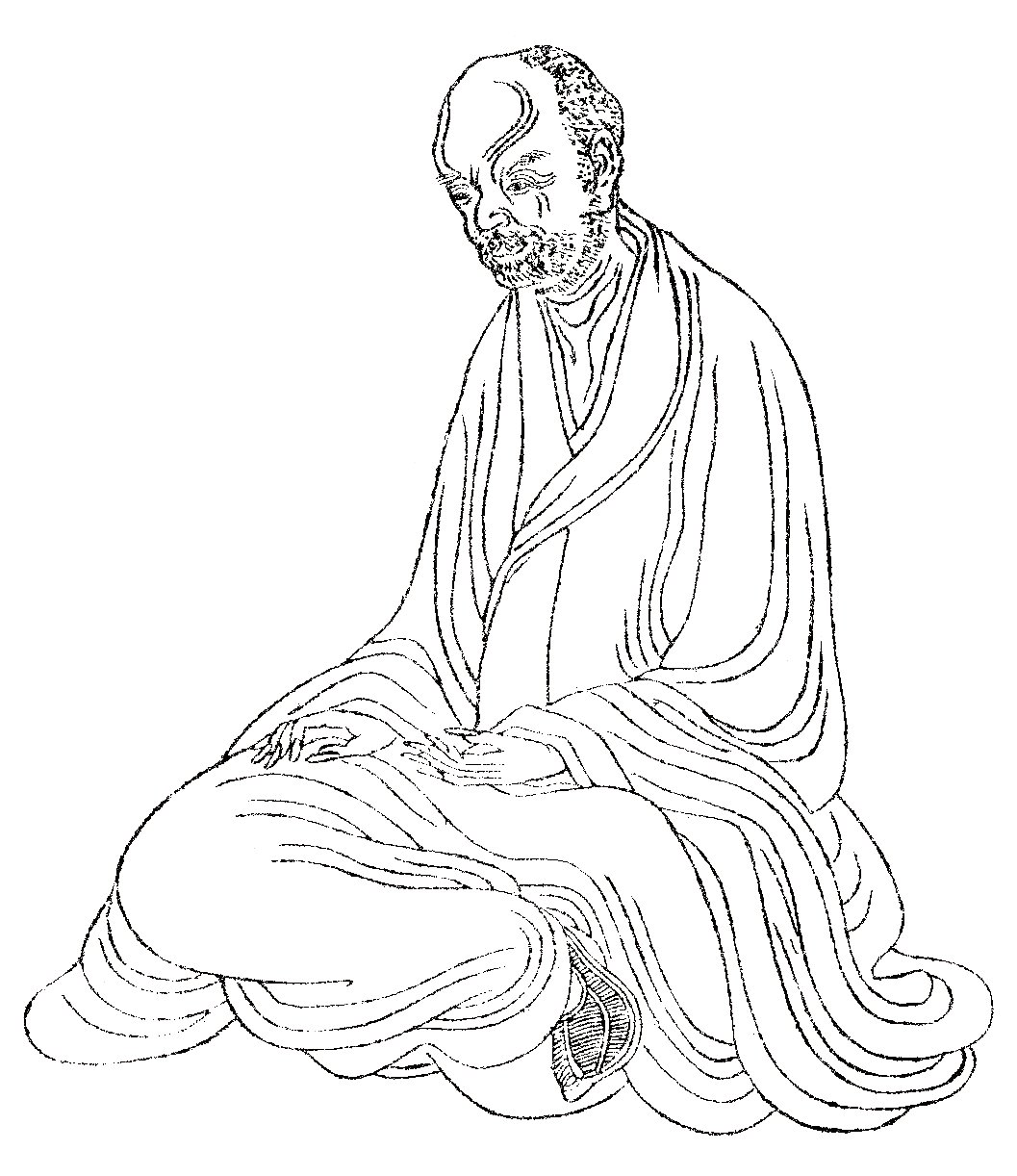
慧遠像，源自1921年出版的《晩笑堂竹荘畫傳》。

慧遠（334年—416年），俗姓賈，并州雁門樓煩縣（今山西寧武附近）人，東晉高僧，是中觀般若學大師，曾居廬山東林寺，人稱稱廬山慧遠或東林慧遠。後世淨土宗認為，他曾在此組織蓮社，推廣唸佛往生，將其尊為淨土宗初祖，但淨土宗二祖善導師承來自曇鸞、道綽一系，與慧遠無前後師承關係。

## 生平事跡

### 由儒入佛
慧遠少通儒家五經與道家老莊之學，年十三曾隨舅父令狐氏遊學許（今河南許昌）、洛（今河南洛陽）。354年欲南下訪儒生范宣，值世亂道阻，聞道安法師（314年－385年）於太行恒山弘揚佛學，遂改道前往謁見，他被道安高尚的人格、淵博的學識所懾服，拜道安為師。在道安門下，聽聞般若經後，決心出家。

### 輾轉修行
358年奉道安命，前往荊州探問竺法汰疾病，而於荊州破斥道恒「心無義」見解。年二十四即登讲席，引庄子之見來说明佛教之实相义理，使迷惑者晓然领解。361年隨道安入王屋山，數年內幾經流離，於366年止於湖北襄陽，在此駐錫十二年。
建元十四年（378年）秦將苻丕攻襄陽，道安為太守朱序所拘，不能離去，遂分散徒眾各隨所之。慧遠奉道安命，至江南弘教，住荊州上明寺，時年45歲。

### 住持東林寺

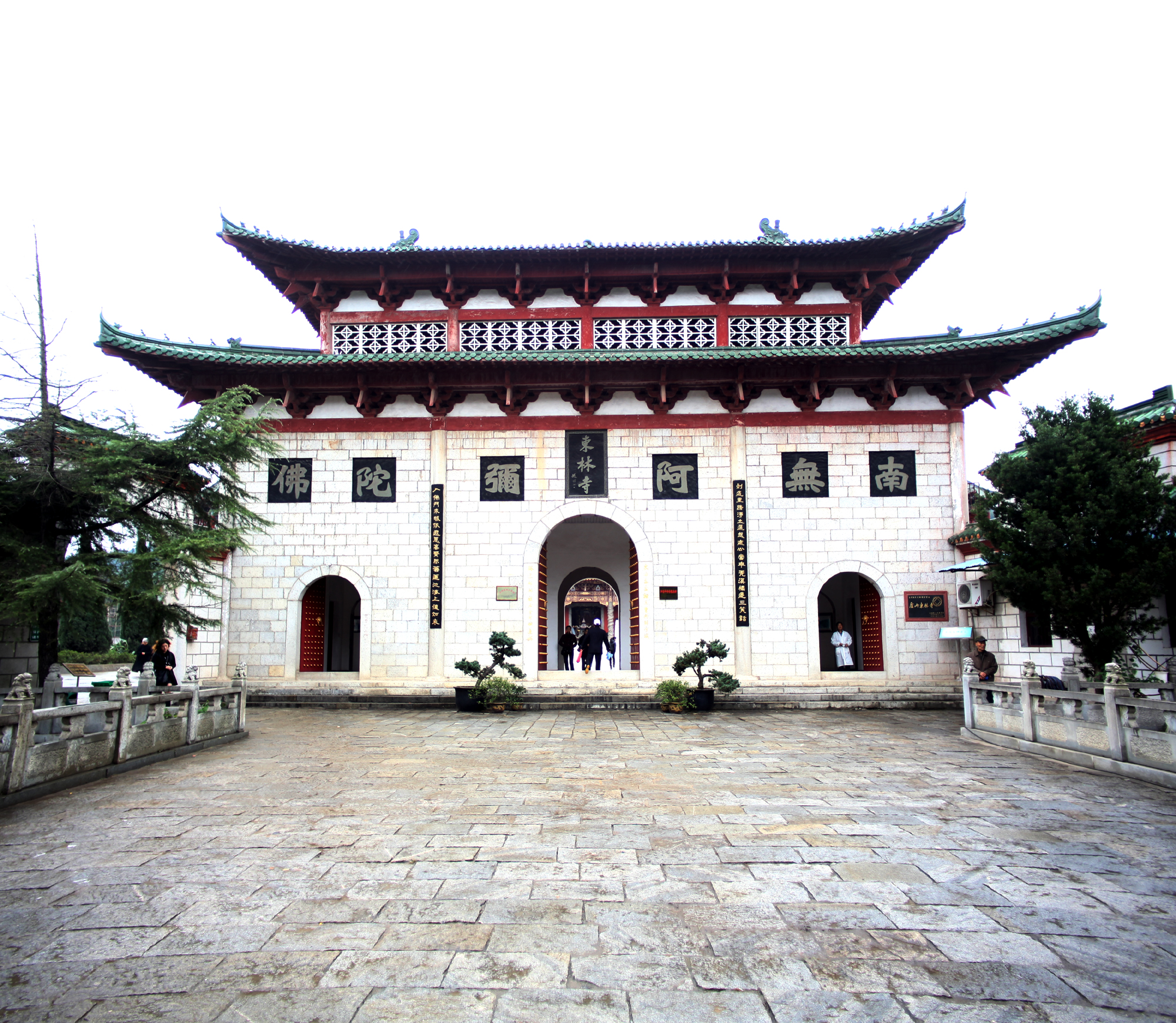
庐山东林寺

慧遠辭別道安，原欲南向訪問同學慧永，以踐昔日羅浮山共住之約。因慧永棲止廬山西林寺，遂亦居止廬山。慧遠初住龍泉精舍，後慧永請江州刺史桓伊建東林寺。寺成，慧遠乃移居東林寺。慧遠内通佛理，外善群书，为当代僧众所钦敬。庐山之东林寺为当时南地佛教中心（鸠摩罗什所居之长安为当时北地佛教中心）。当时名仕谢灵运，钦敬慧远，替他在东林寺中开东西两池，遍种白莲，慧远所创之社，遂称“白莲社”，因此，后来净土宗又称“莲宗”。被後世淨土宗追尊為淨土宗初祖。慧遠居東林寺直至圓寂。春秋八十有三。

## 組識譯經
於廬山期間，慧遠整肅僧團、聚徒講學，並組織譯經事業。曾請僧伽提婆譯出《阿毘曇心論》四卷、《三法度論》二卷；佛馱跋陀羅(覺賢，359年—429年)譯出《修行方便禪經》。慧遠均為新譯經作序。又常以书信，与鸠摩罗什往返研讨义理。昙摩流支来华时，慧遠曾遣弟子昙邕参与译出《十诵律》。

## 主要著作
- 《法性論》，鳩摩羅什讀而讚嘆，可惜已佚。
- 《沙門不敬王者論》，內有五篇論文，首篇論述為何出家沙門無須禮敬國主，終篇則說明形盡神不滅之理。
- 《大乘大義章》，此為慧遠羅列佛教義理問題向鳩摩羅什大師請教、羅什作答的往返書信，經後人整理而流傳。
- 《大智度論鈔》，此係慧遠將羅什新譯百卷《大智度論》刪節而成二十卷，並為鈔本作序。《鈔》佚失，只有序文傳世。

附記一則：慧遠曾讚賞羅什門下僧肇所作《般若無知論》，並由劉遺民執筆，就關河與廬山看法不同之處，書問僧肇，僧肇亦有回信說明。原信雖非慧遠親自所寫，然亦足以代表慧遠的論點。

## 知名弟子
慧遠的門徒甚多，知名僧人有：曇邕、曇恒、道昺、法淨、法領等；俗家弟子則有：劉遺民、宗炳、周續之、雷次宗等。

## 淨宗初祖
後世淨土宗推崇慧遠為初祖，但他在生前並沒有提出淨土宗的名稱，未建立淨土宗理論與宗派，與二祖善導之間也沒有師承關係。
據說，慧遠曾於402年7月與劉遺民等僧俗一百二十三人，於山北般若台阿彌陀佛像前共誓往生西方，由劉遺民作誓文。後世稱為「結社」，成為淨土宗在中國的開端。相傳，慧远在庐山东林寺同刘遗民、雷次宗等共一百二十三人在阿弥陀佛像前發願，共期西方，希望由经行念佛，修行念佛三昧，而得解脫。
但是在隋唐的佛教文獻中，並沒有「慧遠結蓮社」的記載。慧遠結蓮社此事最早的記載，出自宋朝陳舜俞（1026—1076）《廬山記》中所引《十八高賢傳》。後南宋僧志磐編《佛祖統記》時，將《十八高賢傳》加以修定並收錄，於是成為後世流傳的版本。
南宋宗曉作《蓮社繼祖五法師傳》，依《廬山記》，首度推崇慧遠為淨土宗初祖，並建立善導、法照等五位淨土宗祖師傳承世系。志磐編《佛祖統記》繼承宗曉的六祖說，又提出了淨土七祖說。後世遂以慧遠為淨土宗初祖。
後世淨土宗所傳的慧遠故事，並非全屬史實。慧遠被推為淨土宗初祖，與法眼宗永明延壽大師被推為淨土宗六祖，與南宋之後佛教重心南遷有很深的關連。

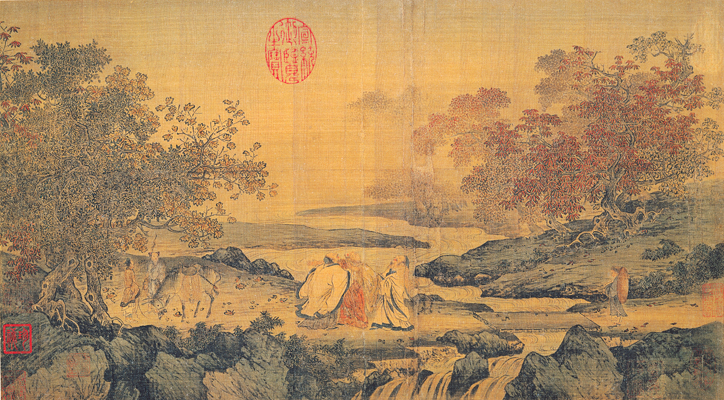
宋朝《虎溪三笑图》，画中陶渊明、慧远、陸修靜相聚庐山，象征儒释道三家和睦相处

也有传说慧远居廬山，“影不出山，跡不入俗”，每次送客遊履，常以虎溪為界。而陶渊明与道士陆修静一起访问慧远，归途中，三人谈笑风生，不知不觉跨越了虎溪，三人相视大笑。这一传说成了后世《虎溪三笑图》的题材，作为儒释道三教和睦相处的象征，长传不衰。但根據元末陶宗儀《南村輟耕錄》考證，陸修靜在元嘉末年至廬山，當時慧遠已過世三十年，陶淵明已過世二十年，三人會談之說恐怕只是偽託。